# Pteroplatus
Pteroplatus is een kevergeslacht uit de familie van de boktorren (Cerambycidae). De wetenschappelijke naam van het geslacht werd voor het eerst geldig gepubliceerd in 1840 door Buquet.

## Soorten
Pteroplatus omvat de volgende soorten:
- Pteroplatus anchora Belon, 1903
- Pteroplatus arrogans Buquet, 1840
- Pteroplatus atroviolaceus Kirsch, 1889
- Pteroplatus bilineatus Buquet, 1841
- Pteroplatus caudatus Martins & Galileo, 2013
- Pteroplatus dimidiatipennis Buquet, 1841
- Pteroplatus elegans Buquet, 1841
- Pteroplatus fasciatus Buquet, 1841
- Pteroplatus gracilis Buquet, 1840
- Pteroplatus nigriventris Brême, 1844
- Pteroplatus pallidicolor Martins & Galileo, 2013
- Pteroplatus pulcher Buquet, 1840
- Pteroplatus quadriscopulatus Bates, 1880
- Pteroplatus rostainei Buquet, 1840
- Pteroplatus suturalis Buquet, 1840
- Pteroplatus transversalis Brême, 1844
- Pteroplatus variabilis Sallé, 1849